# دینگ‌سون
دینگ‌سون (چینی: 丁村村) روستایی قدیمی است که در شین‌چنگ (新城镇)، شهرستان شیانگفن، در حدود ۲۸ کیلومتری جنوب لینفن، در جنوب شانشی، چین قرار دارد.

## توضیحات سایت
حیاط‌های تاریخی مسکونی در دینگ‌سون شامل مجموعه‌ای از حیاط‌های «چهارگوش» است که در چهار جهت دارای ساختمان‌هایی از جمله تالارهای اصلی، اتاق‌های جانبی در بخش‌های شرقی و غربی، راهروها و ورودی‌ها هستند. در مجموع، ۴۰ مجموعه کامل از حیاط‌های «چهارگوش» در این منطقه وجود دارد که شامل ۵۹۸٫۵ جیان (کوچک‌ترین واحد ساختمانی، تقریباً معادل ۱۵ متر مربع) بوده و مساحتی در حدود ۴۸٬۰۰۰ متر مربع را پوشش می‌دهد.

## تاریخچه
قدیمی‌ترین حیاط‌ها در سال بیست‌ویکم از دوران سلطنت وان‌لی (۱۵۹۳) از دودمان مینگ ساخته شدند و جدیدترین آن‌ها متعلق به اوایل دوره جمهوری‌خواهی است. به‌طور کلی، این مجموعه به سه بخش تقسیم می‌شود: حیاط‌های شمالی، حیاط‌های میانی و حیاط‌های جنوبی. هر یک از این بخش‌ها شامل ساختمان‌هایی از دوران دودمان مینگ، دوره‌های اولیه و میانی دودمان چینگ و دوره‌های پایانی دودمان چینگ است. این مجموعه یکی از نمونه‌های شاخص معماری مردمی از دوران مینگ و چینگ در شمال چین محسوب می‌شود. از آنجا که این ساختمان‌ها در دوره‌های مختلف ساخته شده‌اند، طراحی و سبک آن‌ها نیز متفاوت است.

## وضعیت میراث جهانی
این سایت در تاریخ ۱۲ فوریه ۱۹۹۶ در فهرست موقت یونسکو برای میراث جهانی در دسته فرهنگی ثبت شد.